# برميل بارود أوروبا

الأمثلة البيانية للتحالفات السياسية الأوروبية في الفترة التي كانت قبل الحرب العالمية الأولى

برميل بارود أوروبا (بالإنجليزية: Powder keg of Europe) وأحيانًا يُسمى ببرميل بارود البلقان Balkan Powder Keg. يشير هذا المسمى إلى وضع البلقان في بداية القرن 20 قبل اندلاع الحرب العالمية الأولى. في هذه الفترة الزمنية كان هناك عدد من المطالبات المتداخلة للأراضي ومناطق النفوذ بين القوى الأوروبية الكبرى مثل روسيا والإمبراطورية النمساوية المجرية في درجة أقل من الإمبراطورية الألمانية، بريطانيا العظمى وإيطاليا.